# Anne-Thérèse de Marguenat de Courcelles
Anne-Thérèse de Marguenat de Courcelles, marchesa di Lambert, conosciuta anche come Madame de Lambert (Parigi, 1647 circa – Parcieux, 12 luglio 1733), è stata una scrittrice francese, nota soprattutto per aver aperto il proprio salotto parigino ai più prestigiosi letterati francesi del tempo .

## Biografia
Nata a Parigi da Monique Passat ed Etienne de Marguenat, proveniente da una famiglia arrivata alla nobiltà grazie ad attività commerciali, appartiene alla ricca borghesia parigina. Il padre, molto più anziano della moglie, muore nel 1650, lasciando Anne- Thérèse e le tre sorelle, che verranno cresciute nel convento delle Annonciades di Meulan. Anne-Thérèse è stata l'unica delle quattro a rifiutare la vita religiosa e a tornare a vivere con la madre ed il suo secondo marito: François Le Coigneux, uomo di spirito aperto e poeta, signore di Baucaumont e La Roche Turpin, che si interessa alla formazione letteraria della figliastra.
A diciotto anni, grazie alle nozze con Henri de Lambert, marchese di Saint-Bris, avvenute il 22 febbraio 1666, entra a far parte della nobile famiglia del Périgord. Nel giugno del 1684 Henri de Lambert viene nominato governatore e duca di Lussemburgo, ma dopo due anni, cinquantunenne, muore.
Madame de Lambert, rimasta vedova, oltre alla precoce morte del marito, di uno dei figli e della figlia Monique di undici anni, deve far fronte ad allevare gli altri due figli in età adolescenziale e a seguire un lungo processo per motivi ereditari.
La vicenda giudiziaria, per la spartizione della cospicua eredità del padre e del nonno, si concluderà a suo favore definitivamente nel 1702 e Anne-Thérèse erediterà un importante patrimonio. Successivamente a tale rendita acquistò e ristrutturò una parte dell'Hotel de Nevers, dove visse fino alla morte. Nello stesso palazzo, una volta sessantenne, fondò un bureau d'esprit, salotto che acquisì tanta fama da divenire per molti anni il più importante di Parigi.

## Il salotto
Nel 1710 aprì uno dei salotti più famosi dell'epoca all'Hôtel de Nevers (oggi sede della Bibliothèque Nationale), allargando la sfera degli interessi di questi "convegni", prima limitata in prevalenza alla letteratura, anche alla filosofia, alla scienza e a questioni sociali. Accolse rappresentanti dell'aristocrazia ma al contempo aprì le proprie porte a ospiti della borghesia. Il martedì sera arrivavano nella sua casa personalità di grande rilievo, fra cui non è possibile non menzionare almeno Montesquieu, La Rochefoucauld, Marivaux, Fontenelle e i pittori Watteau e Nattier, che qui esposero le loro nuove concezioni dell'arte.
Fu una delle prime a difendere le Lettere persiane e fu legata da imperitura amicizia con il suo autore, che contribuì a far eleggere, nel 1727, all'Académie Française. Marivaux nutriva per lei una grande ammirazione, tanto da immortalarla, con il nome di Madame de Miran, nel romanzo La vita di Marianna.
Questo luogo di ritrovo, alla base di molti salotti successivi, fu anche l'occasione per propagandare le già note tesi sull'emancipazione della donna, ricorrendo all'invito di un numero significativo di esponenti femminili socialmente impegnati, come Adrienne Lecouvreur.

## Pensiero

### L'educazione per l'emancipazione della donna
Le sue opere e le sue riflessioni sono rivolte principalmente a questioni inerenti all'educazione ed in particolare all'educazione femminile, argomento sul quale non si tira indietro per reclamare giustizia.
È principalmente con le opere, alcune divenute best seller dell'epoca, Avis d'une mère à son fils, Avis d'une mère à sa fille e La Vieillesse che Madame de Lambert espone le sue posizioni in ambito di educazione femminile e mette in luce criticamente la condizione del suo sesso.
Madame da Lambert si sente prossima ad una impostazione filosofica che disapprova un tipo di autorità, quando prevarichi il diritto di espressione. Con questo, condanna la situazione del sesso femminile, che definisce di ingiusta disuguaglianza.
Nella sua riflessione si dimostra risoluta per una emancipazione della donna, finalizzata ad una rivalutazione della diversità femminile.
Infrangendo l'idea secondo la quale le donne non possono padroneggiare la dote della ragione quanto gli uomini, Madame de Lambert ritiene che alla donna dovrebbero, prima di ogni altra cosa, essere riconosciuti i diritti di libero pensiero ed espressione.
Rivendica per il sesso femminile l'autodeterminazione, la parità per quanto riguarda la posizione pubblica e soprattutto il diritto all'istruzione. Puntando il dito verso l'educazione del tempo, elabora verso di essa una profonda critica e propone una diversa educazione. In particolare, insiste sulla necessità che le donne, fin da piccole, possano ricevere un'educazione ed un'istruzione vasta tanto da permettere la costruzione di una propria personalità.
La letterata ritiene che la causa dell'incapacità delle donne nel governare le proprie emozioni sia da ricercarsi nella negata educazione mentale del sesso femminile.
Le donne devono, per Madame de Lambert, rendersi conto che vengono confrontate e indirizzate verso un'identità già stabilita da altri. Esse sono sollecitate quindi alla creazione di un mondo interiore per rifuggire dalle immagini femminili già costruite, più diffuse e che si pongono come modelli da seguire.

### Le donne e la vita pubblica
Le donne dovrebbero partecipare alla vita esterna e contribuire nella società senza andare in contrasto con la propria individualità; individualità che non deve essere determinata da naturalezza o dall'appartenenza ad un genere sessuale, ma che deve svilupparsi sulla base di una formazione che prepari alla vita pubblica.
Attraverso l'educazione le donne dovrebbero aprire le loro menti e, partendo da una educazione della sfera affettiva, costruire una propria morale, rafforzare la coscienza e la insita propensione all'amore, allontanandosi dalla falsariga che le porterebbe ad essere “donne-oggetto”.
Nel presentare quale sia la migliore identità alla quale le donne dovrebbero tendere, Madame de Lambert rimane conforme ad un'immagine tradizionale dell'epoca, che percepisce la femminilità come un qualcosa dai caratteri angelici. L'identità che infatti propone come auspicabile è contraddistinta dall'armonizzazione fra raffinatezza e vigore, sicurezza e capacità di capire l'altro.
L'auspicio che la donna riesca a formarsi e crescere interiormente non va a intaccare quelli che per Madame de Lambert sono i desideri delle donne: ad esempio l'aspirazione ad essere piacenti, amate, ma anche il sentirsi libere di manifestare sé stesse nel mondo.
Le sue riflessioni non si limitano all'universo femminile, ma si allargano anche al versante maschile. Ella sostiene che uomini e donne debbano operare per un equilibrio fra il sentimento e la ragione; le donne dedicandosi allo sviluppo dello spirito senza che il cuore ne sia indebolito, gli uomini imparando ad accrescere lo spirito attraverso il sentimento ed il cuore. Rivolgendosi al figlio lo sollecita a comportarsi con giustizia nei confronti dell'altro sesso ed assumere un comportamento paritario nella vita di coppia. Rivolgendosi poi a entrambi i generi fa un appello perché si opti per un'etica paritaria che non faccia distinzioni notevoli fra i generi.

## Opere
- Lettre de madame la Marquise de ***, sur les Fables Nouvelles [d'Antoine Houdar de La Motte]. Avec la réponse servant d'apologie, Paris, 1719, in-12
- Avis d'une mère à son fils, Paris, 1726, in-12
- Réflexions nouvelles sur les femmes, ou Métaphysique d'amour, Paris, 1727, in-12 (ristampa. La Haye, 1729, in-12; Londra, presso J. P. Coderc, 1730, in-8) (testo integrale su Gallica)
- Avis d'une mère à sa fille, 1728
- Traité de l'Amitié, 1732
- La Vieillesse, 1732
- Lettres à diverses personnes, Paris, 1748, in-12

Gli Avis d'une mère à son fils e gli Avis d'une mère à sa fille sono stati ristampati insieme con il titolo Lettres sur la véritable éducation (Amsterdam, 1729, in-12).
- Œuvres de M(CNR)  la marquise de Lambert, Paris, 1808

## Opere in lingua italiana
- Riccardo Campi (a cura di), Sull'amicizia, traduzione di Riccardo Campi, Milano, Medusa, 2015, ISBN 978-88-7698-326-9.
- Marco Lanterna (a cura di), L'altra metà del mondo. Scritti sul femminino, collana Collana Biblioteca di cultura europea, Istituto italiano per gli studi filosofici ; 16, Napoli, La scuola di Pitagora, 2022, ISBN 978-88-6542-832-0.